# Juan Ayora
Juan Ayora (Écija, ? - Monasterio de San Pedro de Villanueva, 24 de mayo de 1569) fue un sacerdote español que llegó a ser obispo de Oviedo, Asturias.
Estudiante de derecho en la Universidad de Salamanca, fue alcalde de Casa y Corte en la Real Audiencia de Granada e inquisidor en Logroño y en Cuenca antes de ser promovido a obispo de Oviedo en 1567, tomando posesión del cargo ese mismo año. Se mantuvo en el puesto hasta su fallecimiento en 1569.
| Predecesor: Jerónimo Velasco | Obispo de Oviedo 1567–1569 | Sucesor: Gonzalo de Solórzano |